# Station Żurawica
Station Żurawica is een spoorwegstation in de Poolse plaats Żurawica.